# Pampas
För andra betydelser, se Pampas (olika betydelser).

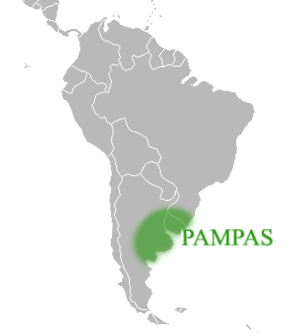
Karta över Pampas.

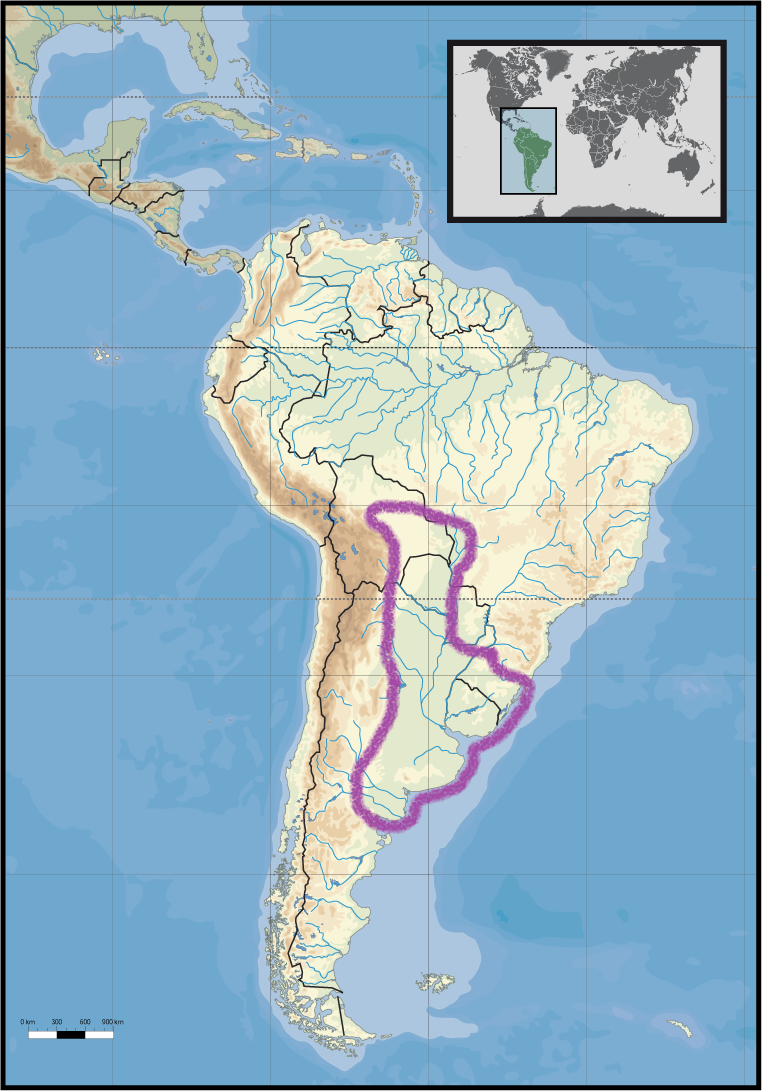
Pampas, Gran Chaco och övergångszonen i öster omfattar ett stort slättområde.

Pampas (spanska La Pampa) är ett bördigt slättland i sydöstra Sydamerika. Det täcker främst centrala och östra Argentina.

## Geografi
Pampas täcker (främst) centrala och östra Argentina. Dessutom finns en övergångszon i Uruguay mot det sydbrasilianska platålandskapet; det uruguayanska Pampas är dock ett mer småkulligt, svagt böljande landskap.
Det argentinska Pampas är ett mycket folkrikt och vidsträckt område, omkring 750 000 km², som från Atlanten och floden Paraná i öster sakta stiger mot Anderna i väster. I norr begränsas det av Chaco-området och i söder av Rio Colorado och Patagonien.
Klimatet är milt men blåsigt, med heta somrar och torra vintrar, dock inte frostfritt. Det regnar måttligt, och nederbörden är jämnt fördelad över året.
Ordet pampa betyder grässlätt eller prärie, och är ett spanskt lånord från quechua.

## Användning
Östra delen av regionen utmärks av bördiga lössjordar. Jordbruket ger här även utan gödsling goda skördar av bland annat vete, majs, solrosor, oljelin, sojabönor och potatis. Den centrala och västra delen av Pampas används mest som betesmark för stora hjordar av nötboskap.
Pampas räknas som en av världens största kornbodar och står för ungefär en tredjedel av Argentinas totala produktion av spannmål och nötkött.

## Galleri

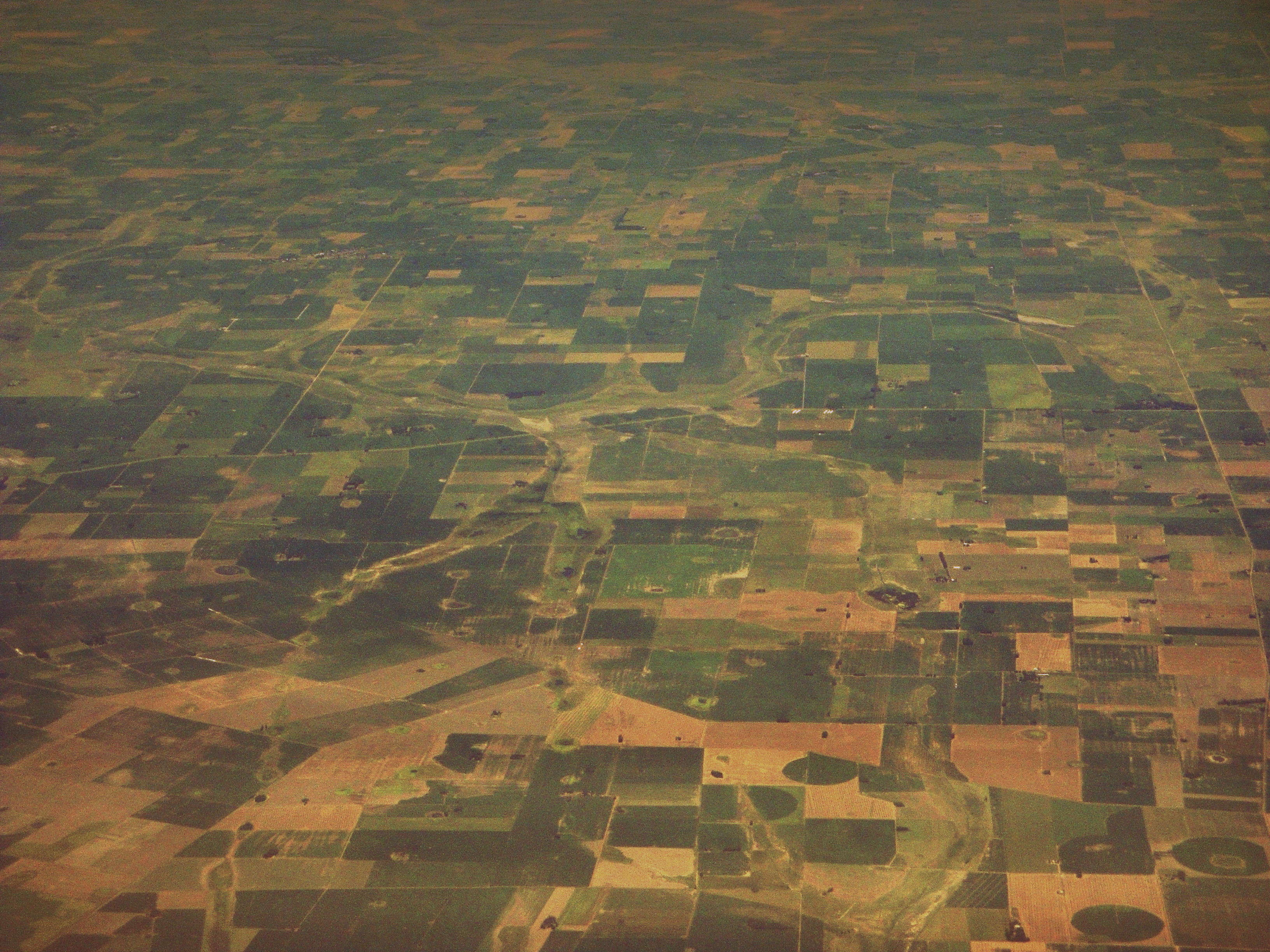
Jordbrukslandskap från ovan.
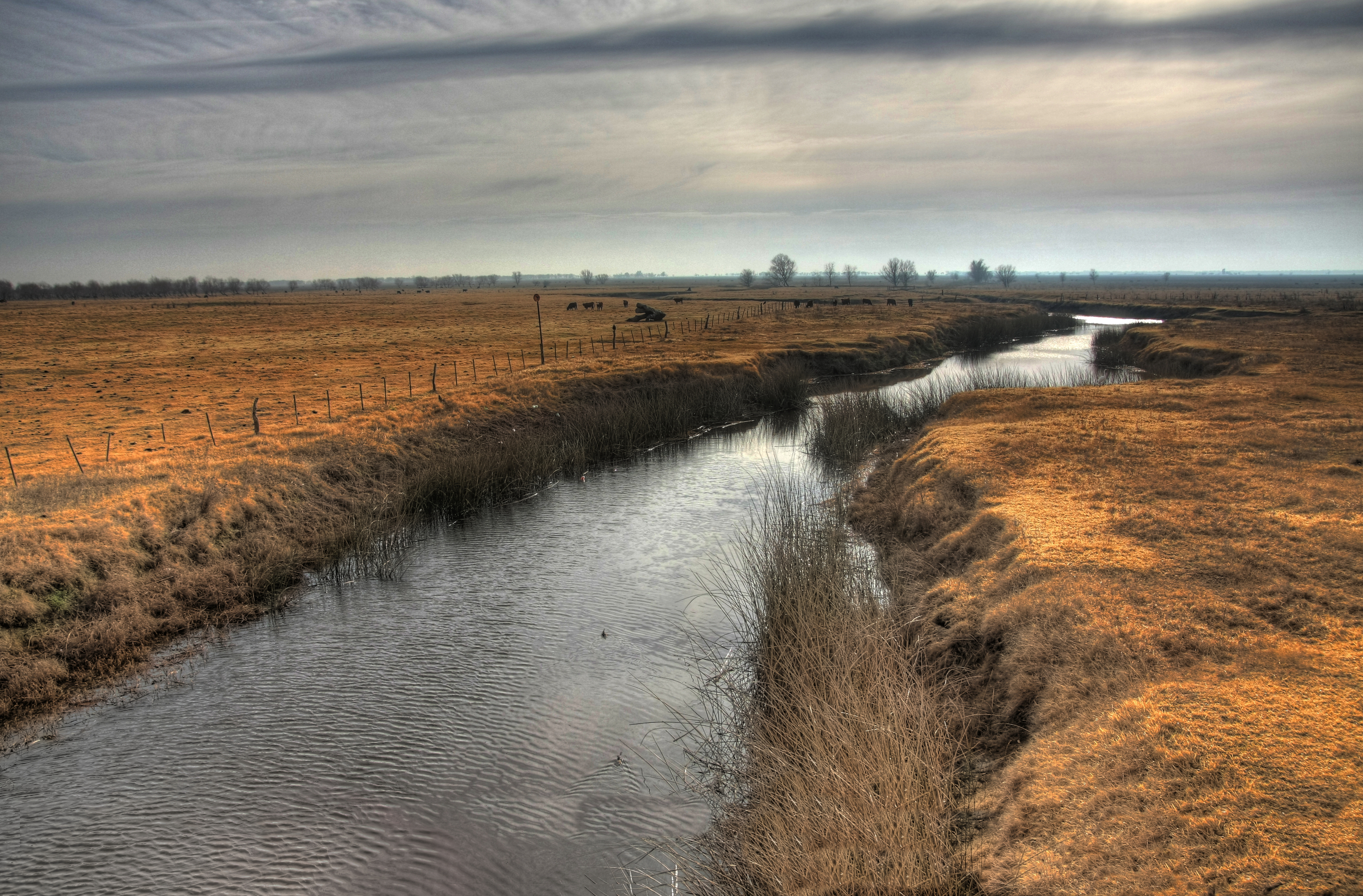
Betesmark i Buenos Aires-provinsen.